# بادیه
بادیه به معنی صحرا است و به جایی گفته می‌شود که دشتی گسترده باشد و در آن چراگاه‌ها و آب‌های فراوانی برای دام و دامداران و درختان بزرگ و سایه‌دار وجود داشته باشند که صحراگردها و صحرانشینان در سایه آن‌ها خود و دام‌هایشان را نگهدارند و ایل و عشایر در آن خیمه (یُرد) زنند و زندگی کنند. صحرا و بیابان وسیعی که در حاشیه کوه‌ها قرار داشته باشد، مانند بادیه سماوه در عراق و بادیه شام و بادیه نجد در شبه جزیره عربستان که در آن علوفه و آب و چراگاه‌ها و چشمه‌های فراوانی وجود دارند.